# Štvrtok na Ostrove
Štvrtok na Ostrove (in ungherese Csütörtök) è un comune della Slovacchia facente parte del distretto di Dunajská Streda, nella regione di Trnava.